# Športni park Domžale
Športni park Domžale é um estádio multi-uso localizado em Domžale, na Eslovênia. É freqüentemente utilizado para partidas de futebol e é o campo do NK Domžale. O estádio apresenta capacidade para 3.212 pessoas. Foi construído em 1948 e renovado e modernizado em 1997 e 1999. Em 29 de junho de 2006, o estádio recebeu refletores, colocados em quatro torres de concreto estrategicamente localizadas em cada canto do estádio. São 120 no total, permitindo a realização de partidas noturnas.